# Khuzdul

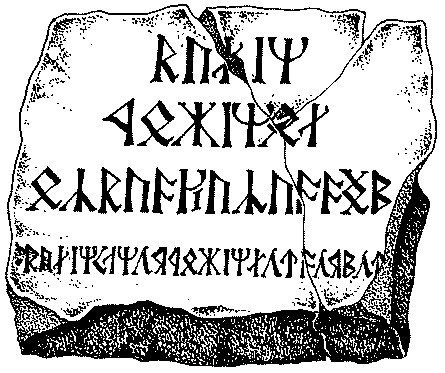
Inscrição da tumba de Balin, em Khuzdul.
BALIN
FUNDINUL
UZBADKHAZADDUMU
(Balin, filho de Fundin, Senhor de Moria)

Khuzdul, por vezes também referida como língua nanica ou língua anã, é uma das línguas artificiais inventadas pelo escritor e filólogo J. R. R. Tolkien no contexto da preparação dos contas da Terra Média. Parece que foi criada na década de 1930, mas a maior parte do corpus linguístico conhecido até à data (cerca de 60 a 80 palavras) surgiu na década de 1950, durante e após a conclusão da redação de O Senhor dos Anéis.[carece de fontes?]
Em seu universo ficcional, Khuzdul é a língua do povo dos anões, eles a receberam de seu criador, o Vala Aulë. É transcrita principalmente por um sistema de escrita rúnico chamado cirth.[carece de fontes?]
A estrutura do Khuzdul, do tipo flexiva, é inspirada pelas línguas semíticas, como o árabe ou hebraico: baseia-se em raízes consonantais, a partir da qual as palavras são construídas pela intercalação de vogais e acrescentando afixos. O vocabulário é construído a priori, ou seja, independentemente da linguagem natural, e desenhada por Tolkien para ser claramente distinguível de outras línguas da Terra Média: o Khuzdul pareceria "pesado e desagradável" perante a língua dos elfos.

## Denominações
Tolkien usou vários nomes diferentes para a linguagem; na maioria das vezes ele usa o endônimo Khuzdul (também podendo ser grafado khuzdûl) ou o exônimo língua nanica ('Dwarvish' em inglês). Também são encontrados os termos nauglien (Naugliano), khazadien (Khazadiano) e Quenya naukarin.

## História
No Khuzdul, assim como em outras línguas inventadas por Tolkien, deve-se distinguir duas linhas de tempo no processo de desenvolvimento:[carece de fontes?]
- Uma externa, para a evolução dos conceitos de linguagem durante a vida do autor;[carece de fontes?]
- Outra interna, que diz respeito à evolução histórica da língua dentro do mesmo mundo imaginário em que é falado.[carece de fontes?]

### História externa
A criação da língua nanica parece datar do início ou meados de 1930. Na história do "Quenta Silmarillion", é encontrado as primeiras ocorrências das palavras Khazaddûm, Gabilgathol e khuzûd. Isto significava a raça dos anões em sua própria língua, antes do Khazâd ser modificado. A partir de 1937, o ano de lançamento de O Hobbit, Tolkien refez o idioma, especialmente nos termos de sua estrutura. Em suas palavras, a língua khuzdule "foi descrita com algum detalhe em sua estrutura, mas com muito pouco vocabulário." Além disso, parece que há uma gramática e fonologia em Khuzdul nos manuscritos inéditos do autor.
Para criar o idioma nanico, Tolkien foi inspirado nas línguas semíticas; foneticamente, a linguagem tende mais especificamente para o hebraico, mas outras características (tais como o "plural quebrado"), lembram o árabe. O autor disse que viu os anões "como os judeus", enfatizando a ideia de uma semelhança linguística com o hebraico. Em uma entrevista transmitida pela BBC em 1967, também disse que "todas [as] palavras eram semitas, é claro; construídas para serem semitas". Parece que Tolkien tinha conhecimento em hebraico, quando ele participou da tradução em inglês da Bíblia de Jerusalém em 1966.

### História interna

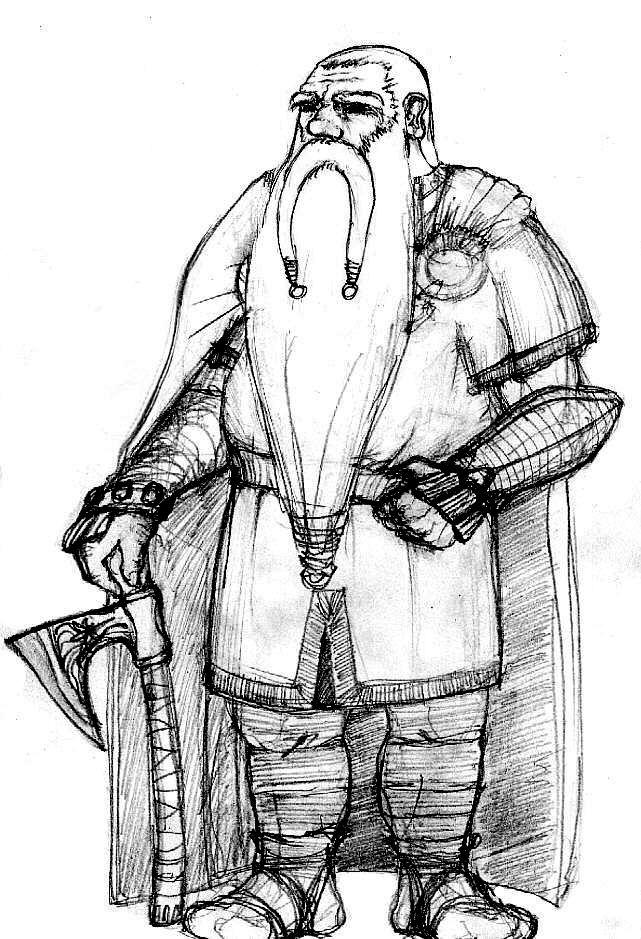
Representação de um anão.

O Silmarillion conta que os anões aprenderam o Khuzdul da boca do valar Aulë, pouco depois de sua criação. Por conseguinte, é um dos idiomas auliennes, do nome de Aulë. Como tal, é possível que o Valarin, a língua dos Valar, tenha influenciado, em parte, a formação do Khuzdul.
Na história de Arda, a língua nanica muda muito pouco em comparação com as línguas dos elfos e homens. As poucas diferenças que ocorrem são devido às grandes distâncias geográficas entre as residências das várias casas dos anões, mas na Terceira Era, dois anões de diferentes casas ainda podiam se entender de um modo claro. Fora do círculo privado o Khuzdul é muito raramente utilizado, especialmente na presença de outras pessoas, e alguns estrangeiros que podem aprender algumas partes. Os anões raramente ensinavam a si mesmos porque a língua deles era "um segredo que eles não revelam facilmente, nem aos seus amigos". Alguns elfos poderiam estudá-la: isto é particularmente o caso de Curufin na Primeira Era, "foi graças a ele que os mestres do conhecimento obtiveram o conhecimento limitado que adquiriram do khuzdûl", ou Pengolod na Segunda Era. Mas a maioria dos elfos não tinha interesse nesta língua, "pesada e desajeitada aos seus ouvidos".
É um ponto onde os anões são inflexíveis: eles ainda se recusam a mostrar seus verdadeiros nomes para qualquer estrangeiro ou membro de uma casa diferente, de modo que até mesmo seus túmulos não possuem  seus verdadeiros nomes. Assim, os nomes dos anões conhecidos pelas histórias realmente vem da linguagem dos homens do norte (como é o caso de Gimli, Balin, etc.), ou são apenas apelidos: por exemplo, Azaghâl é o nome de um senhor anão, mas poderia ser um simples apelido que significa "Guerreiro".
Apesar de seu sigilo, o Khuzdul influenciou alguns idiomas, incluindo o Adûnaico, a língua dos Númenorianos, assim como certos termos em Quenya e Sindarin. Assim, o Quenya Kasar e o Sindarin Hadhod — ambos cujo significado é "Anão" — são resultado direto do termo Khazad de mesmo significado na língua nanica. Por sua parte, o nanico também emprestou uma série de termos do élfico, como o kibil relacionado ao Sindarin celeb.[carece de fontes?]

## Registros
Exemplos de textos em khuzdul são raros; muitos são do tipo onomástico e consistem em topônimos, palavras e expressões principalmente de O Senhor dos Anéis, os seus projetos (The History of Middle-earth, Volumes 6, 9 e 12) e os textos que se seguiram a sua escrita (Parma Eldalamberon Nº. 17). Alguns termos são atestados em O Silmarillion. Não há nenhuma gramática publicada em Khuzdul, embora pareça que há um em rascunhos de Tolkien.
Alguns exemplos:[carece de fontes?]
- palavras simples: Baraz "vermelho"; Khuzd "anão"; Zâram "lago", etc. ;[carece de fontes?]
- palavras derivadas: khuzdul "língua anã", do khuzd "anão"; Mazarbul "[salão de] arquivos", de mazarb, "documentos escritos, arquivos", etc.;[carece de fontes?]
- Palavras compostas: Kheled-zâram "Lago de cristal"; Nulukkhizdîn "Nargothrond"; Sharbhund "Morro Calvo"; Sigin-tarâg "Barbas-longas"; Zirakzigil "Pico de prata", etc.;[carece de fontes?]
- expressões: Balin Fundinul uzbad Khazad-Dumu "Balin filho de Fundin, Senhor de Moria"; Baruk Khazâd! Khazâd ai-mênu! "Machados dos anões! Os anões estão sobre vocês!".[carece de fontes?]

## Fonética

### Vogais
O Khuzdul é composto por cinco vogais: a, e, i, o e u. Elas podem tomar a quantidade vocálica de curta ou longa duração. Vogais longas são marcadas com um acento circunflexo na transcrição romanizada usada por Tolkien. Há também, como no hebraico, a vogal reduzida do tipo xevá: o autor afirma que "as vogais como aquelas que você ouve na palavra inglesa butter (manteiga) eram frequentes na língua anã", embora o corpo linguístico atestado não dê exemplos claros. O Khuzdul tem a letra j como semivogal, observando o y na transcrição. Edward Kloczko também postula a existência da semivogal w.

### Consoantes
A língua dos anões é atestada nas seguintes consoantes, transcrita no alfabeto fonético internacional (AFI):[carece de fontes?]
|                   |                   | Labial | Alveolar | Palatoalveolar | Velar | Glotal |
| Oclusiva          | Aspiração         |        | tʰ       |                | kʰ    |        |
| Oclusiva          | Vocalização       |        | t        |                | k     | ʔ      |
| Oclusiva          | Vocalização       | b      | d        |                | g     |        |
| Nasal             | Nasal             | m      | n        |                |       |        |
| Fricção           | Vocalização       | f      | s        | ʃ              |       | h      |
| Fricção           | Vocalização       | (β ?)  | z        |                | (ɣ ?) |        |
| Lateral           | Lateral           |        | l        |                |       |        |
| Vibrante múltipla | Vibrante múltipla |        | r        |                |       |        |

A transcrição do Khuzdul feita por Tolkien geralmente segue o AFI, no entanto pode-se observar o seguinte:
- as consoantes oclusivas aspiradas são anotadas com th e kh;[1]
- a consoante fricativa [ʃ] é anotada com sh;
- a oclusiva glotal [ʔ] não é conhecida, mas Tolkien indicou que as palavras que começam com uma vogal em transcrição estão incluídas neste som com o original (por exemplo, a palavra uzn "sombra, escuridão" deve ser pronunciada [ ʔuzn ]). Algumas análises do khuzdul também envolvem outras posições, e observam se é necessário o apóstrofo;
- a existência de som em [β] e [ɣ] é incerto: eles correspondem aos gráficos bh e gh atestados em ambos os nomes Sharbhund e Azaghâl.[24] Mas também podem ser simples combinações de b + h e g + h, respectivamente.[26]

Havia duas possíveis pronúncias de r entre os Anões: alguma vibrante múltipla, mas outros utilizaram um r uvular (como o r comum na língua francesa). O uso de consoantes aspiradas e uvular r o difere dos idiomas élficos e pode explicar que o Khuzdul foi considerado uma cacofonia pelos elfos.[carece de fontes?]
O Khuzdul não admite nenhuma palavra começando encontros consonantais.